# 圣安多尼小堂
圣安多尼小堂（Tempietto di Sant'Antonio）是一个八角形的小堂，供奉帕多瓦的圣安多尼,位于意大利艾米利亚-罗马涅大区里米尼中心的三烈士广场（Piazza Tre Martiri）。

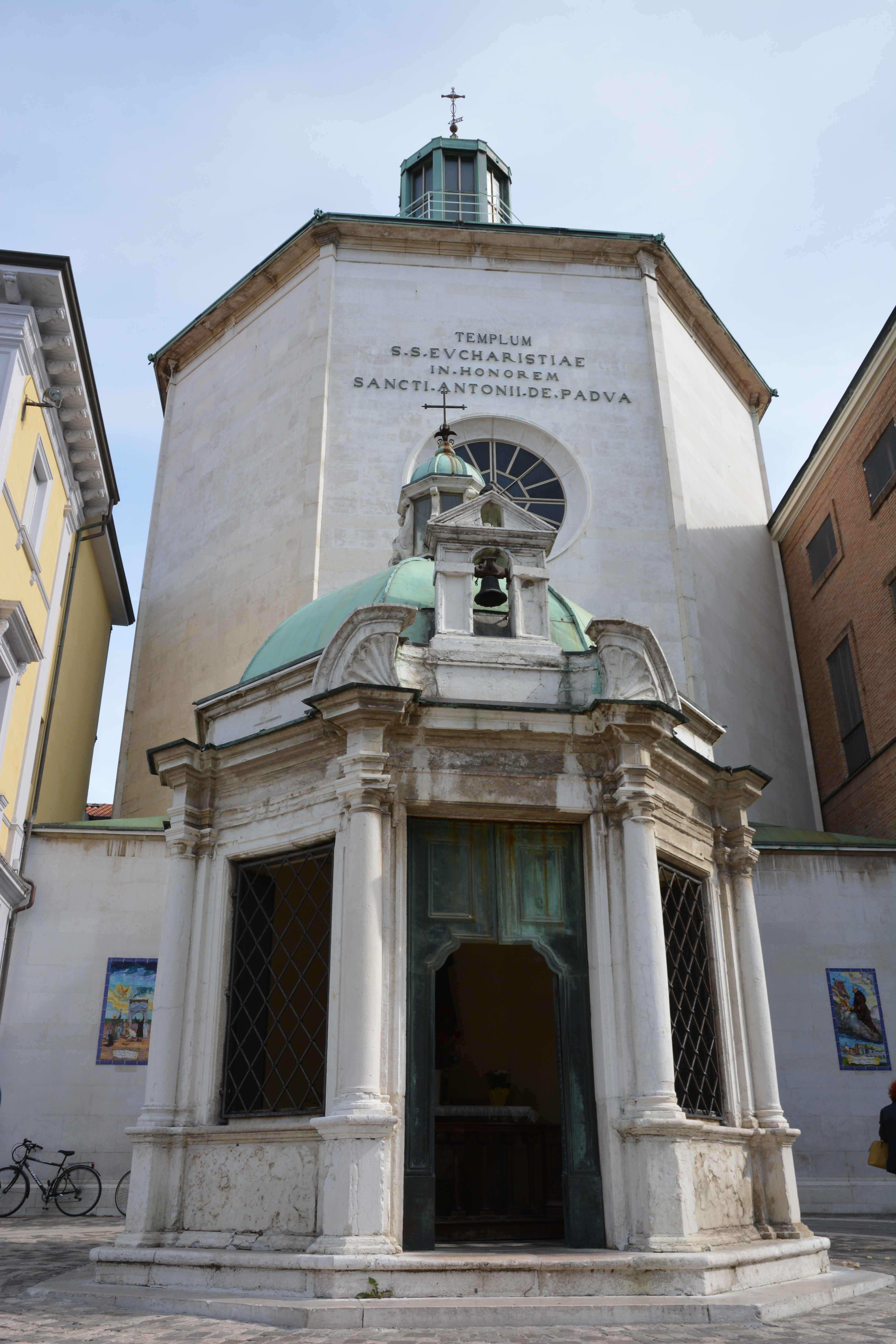

该堂始建于1518年。1672年地震后，该堂重建，为巴洛克风格。
传说认为，在13世纪，帕多瓦的聖安多尼，在慷慨激昂的公开讲道后，向聚集在广场的教友分发圣体，当时一位市民继续赶路，但是他的骡子奇迹般的固执地坐下，匍匐在圣人前面。